# Sete eterna
Sete eterna (Pyaasa, variamente tradotto con Sete o L'assetato) è un film del 1957 diretto dal regista indiano Guru Dutt.

## Trama
Vijay, giovane poeta disoccupato dal talento misconosciuto, vive vagabondando per le strade della sua città arrangiandosi come può. La madre lo vorrebbe di nuovo a casa con sé ma i suoi fratelli, che lo considerano un fannullone buono a nulla, gli impediscono di ritornare. Vijay può contare soltanto su un paio di amici: Sattar, un massaggiatore ambulante per il quale lui ha scritto una poesia, e Shyam, compagno d'infanzia e di studi che però ha perso il suo buon cuore una volta divenuto adulto.
Vijay aspira a pubblicare le sue poesie ma l'editore al quale si è rivolto non ne ha compreso il valore, ritenendole prive di contenuti interessanti. C'è però qualcuno che sembra apprezzare molto quelle opere: si tratta di Gulabo, una giovane prostituta che ha trovato da un robivecchi un manoscritto di Vijay venduto dal fratello per dieci monete. Gulabo rimane talmente colpita dalla bellezza di quelle poesie da innamorarsi del loro autore pur senza conoscerlo.
Dopo averla udita cantare una sua lirica, Vijay scopre che Gulabo è in possesso del manoscritto e vorrebbe farselo restituire; ma lei lo allontana scambiandolo per un cliente senza denaro. Da un foglio cadutogli di tasca Gulabo riconoscerà in lui il poeta amato e da quel momento non si stancherà di cercarlo e di aiutarlo. Vijay frattanto ritrova Meena, una ragazza che egli amò ai tempi dell'università e che ora è moglie del signor Ghosh, un affermato editore. Costui intuisce il talento del giovane poeta ma per il momento preferisce riempire gli spazi vuoti dei suoi giornali con la pubblicità, tanto più che è deciso a scoprire se tra lui e sua moglie esista ancora quella passione che li univa in passato.
Venuto a sapere dai suoi fratelli che la madre è morta, Vijay si ubriaca in una casa di tolleranza e viene poi accolto da Gulabo. Sentendosi però abbandonato da tutti e non volendo trascinare Gulabo nella miseria della sua esistenza, Vijay decide di porre fine ai suoi giorni gettandosi sotto un treno; ad essere travolto sui binari sarà invece un mendicante al quale lui avrà donato la propria giacca e che verrà scambiato per Vijay a causa di una lettera trovata nella tasca di quella. Vijay, sconvolto e in preda all'amnesia, finirà in un manicomio.
Dopo aver ricevuto la notizia della morte di Vijay, Gulabo si reca da Ghosh con il manoscritto e lo prega di pubblicare le poesie, senza chiederne alcun compenso e arrivando perfino a offrire tutti i suoi averi affinché l'editore accetti di stamparle. Esce così una prima raccolta del poeta che ottiene un successo immediato e strepitoso, tanto che ora tutti vogliono fare soldi con il nome e l'opera di Vijay: il suo amico Shyam, che possiede alcuni manoscritti, e i fratelli, in quanto suoi eredi legittimi. Così, il giorno in cui Vijay recupera la memoria, nessuno vuole riconoscerlo per timore di perdere un profitto sicuro.
Un anno dopo, con l'aiuto di Sattar, Vijay fugge dal manicomio. È l'anniversario della sua morte e in municipio è in corso una commemorazione. Il signor Ghosh sta tenendo un discorso quando Vijay, entrato nella sala, inizia a cantare una delle sue poesie. Gulabo e Meena, anche se per motivi diversi, provano un'eguale gioia nel rivederlo vivo ma per Ghosh e Shyam il ritorno di Vijay potrebbe significare la rovina. Cercano allora di allontanarlo e non riuscendovi fanno spegnere le luci nella sala gremita gettando il disordine tra la folla. Il poeta è tratto in salvo da quell'editore che per primo aveva rifiutato di pubblicarlo e che ora, avendo dalla sua parte Shyam e i fratelli di Vijay, intende farlo riconoscere pubblicamente per sfruttare la sua notorietà. Ma Vijay, dinnanzi alla gente nuovamente riunita per celebrare il suo ritorno, dichiara di non essere quel poeta che tutti ammirano e rinuncia così alla fama e alla ricchezza. A Meena, che lo esorta a ripensarci, dirà che uno come lui non può aver pace in una società che “trasforma i fratelli in estranei, gli amici in nemici, disprezza chi prova pietà per coloro che soffrono e non vuole affrontare i problemi.”
Vijay finalmente torna da Gulabo e le chiede di accompagnarlo nel suo viaggio verso “un posto da dove non ci sarà più bisogno di fuggire.”